# Dasineura giraudi
Dasineura giraudi är en tvåvingeart som först beskrevs av Georg von Frauenfeld 1863.  Dasineura giraudi ingår i släktet Dasineura och familjen gallmyggor.
Artens utbredningsområde är Österrike. Inga underarter finns listade i Catalogue of Life.